# 253412 Ráskaylea
(253412) Ráskaylea, denumire internațională (253412) Raskaylea, este un asteroid din centura principală de asteroizi.

## Descriere
253412 Ráskaylea este un asteroid din centura principală de asteroizi. A fost descoperit pe 23 august 2003 la Piszkesteto de Krisztián Sárneczky și Brigitta Sipőcz. Asteroidul prezintă o orbită caracterizată de o semiaxă mare de 2,26 ua, o excentricitate de 0,16 și o înclinație de 4,9° în raport cu ecliptica.